# Ольховец (приток Стрыпы)
Ольхове́ц (укр. Ольховець, Вільхівець) — река на Украине, протекает по территории Чортковского района Тернопольской области. Левый приток реки Стрыпа (бассейн Днестра).
Берёт начало из источника около села Доброполе, впадает в Стрыпу западнее села Новосёлка. Длина реки 38 км. Площадь водосборного бассейна 173 км². Уклон 3,4 м/км. Русло умеренно извилистое, шириной до 8 м. Сток регулируется прудами. Долина местами заболоченная, шириной до 1 км. Используется для орошения.
Питание Ольховца — смешанное, с преобладанием снегового и дождевого. Характерны весеннее половодье и осенние дождевые паводки. Ледовый режим неустойчив.

## Населённые пункты
В алфавитном порядке:
- Бровары
- Доброполе
- Залещики
- Мартыновка
- Медведевцы
- Новосёлка
- Новоставцы
- Ольховец
- Помирцы
- Предместье
- Пылява
- Пышковцы
- Репинцы
- Трибуховцы
- Цветова
- Язловец